# Folke Axelsson
Karl Folke Axelsson, född 3 december 1911 i Östra Torsås församling, Kronobergs län, död 17 maj 1988 i Asmundtorps församling, Malmöhus län, var en svensk trädgårdsmästare. 
Axelsson, som var son till lantbrukare Axel Andersson och Hulda Carlsson, studerade vid Sörängens folkhögskola 1929–1930 och 1934–1935, vid Önnestads lantmannaskola 1931–1932 och avlade trädgårdsmästarexamen i Alnarp 1938. Han blev assistent vid Weibullsholms växtförädlingsanstalt 1939, tredje försöksledare 1946, andre försöksledare 1956 och var förste försöksledare på köksväxtavdelningen där från 1958. Han var ledamot av barnavårdsnämnden i Rönneberga landskommun 1956 och av kommunalfullmäktige där 1963. Han författade Köksväxtodling på kalljord (1950, andra upplagan 1959), Fältmässig köksväxtodling (1968) samt artiklar i fack- och dagspress.